# Levy County
Das Levy County ist ein County im Bundesstaat Florida der Vereinigten Staaten. Der Verwaltungssitz (County Seat) ist Bronson.

## Geographie
Das County hat eine Fläche von 3658 Quadratkilometern, wovon 761 Quadratkilometer Wasserfläche sind. Es grenzt im Uhrzeigersinn an folgende Countys: Dixie County, Gilchrist County, Alachua County, Marion County und Citrus County.

## Geschichte
Das Levy County wurde am 10. Mai 1845 gebildet. Benannt wurde es nach David Levy Yulee, der in der Zeit 1845 bis 1851 und von 1855 bis 1861 dem US-Senat angehörte.
1923 wurde die von Schwarzen bewohnte Ortschaft Rosewood niedergebrannt.

## Demografische Daten

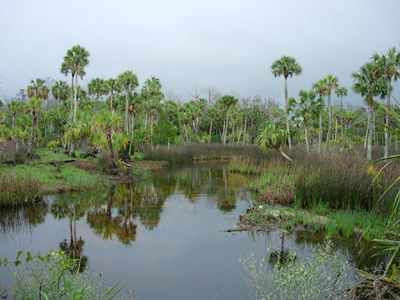
Lower Suwannee National Wildlife Refuge

Nach der Volkszählung im Jahr 2010 lebten im Levy County 40.801 Menschen in 19.974 Haushalten. Die Bevölkerungsdichte betrug 14,1 Einwohner pro Quadratkilometer. Ethnisch betrachtet setzte sich die Bevölkerung zusammen aus 85,5 % Weißen, 9,4 % Afroamerikanern, 0,4 % Indianern und 0,6 % Asian Americans. 2,3 % waren Angehörige anderer Ethnien und 1,9 % verschiedener Ethnien. 7,5 % der Bevölkerung bestand aus Hispanics oder Latinos.
Im Jahr 2010 lebten in 28,6 % aller Haushalte Kinder unter 18 Jahren sowie 35,0 % aller Haushalte Personen mit mindestens 65 Jahren. 67,5 % der Haushalte waren Familienhaushalte (bestehend aus verheirateten Paaren mit oder ohne Nachkommen bzw. einem Elternteil mit Nachkomme). Die durchschnittliche Größe eines Haushalts lag bei 2,45 Personen und die durchschnittliche Familiengröße bei 2,91 Personen.
23,5 % der Bevölkerung waren jünger als 20 Jahre, 20,6 % waren 20 bis 39 Jahre alt, 28,7 % waren 40 bis 59 Jahre alt und 27,1 % waren mindestens 60 Jahre alt. Das mittlere Alter betrug 45 Jahre. 49,2 % der Bevölkerung waren männlich und 50,8 % weiblich.
Das jährliche Durchschnittseinkommen eines Haushalts betrug 35.093 USD, dabei lebten 22,8 % der Bevölkerung unter der Armutsgrenze.
Im Jahr 2010 war englisch die Muttersprache von 93,45 % der Bevölkerung, spanisch sprachen 5,35 % und 1,20 % hatten eine andere Muttersprache.

## Kultur und Sehenswürdigkeiten

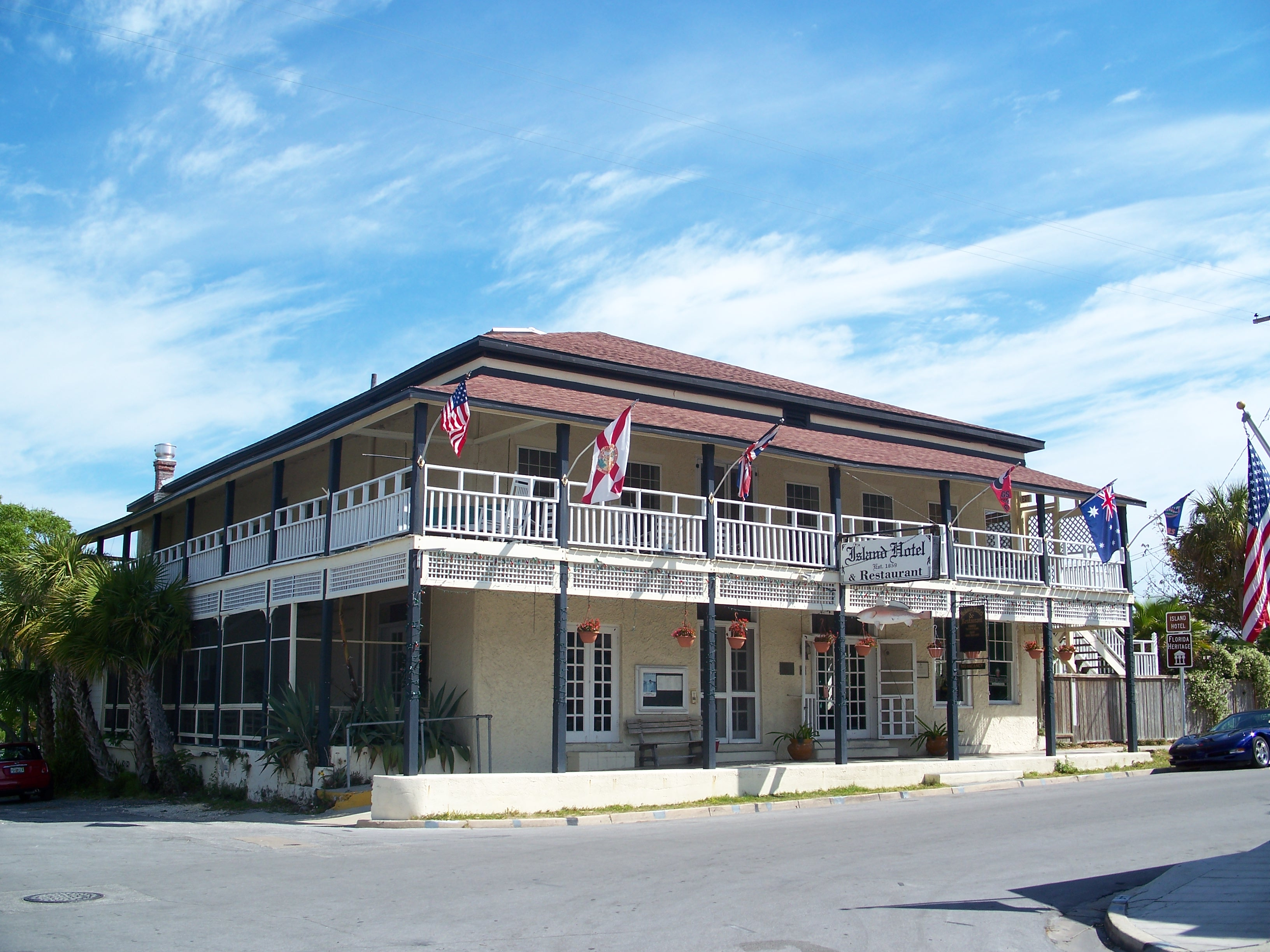
Island Hotel (2007). Das Gebäude wurde 1861 fertig gestellt und diente erst als Gemischtwarenladen sowie Poststation und Zollstelle. Später fungierte es als eine Pension und ab 1946 als Hotel. Das Gebäude wurde im November 1984 als erstes Bauwerk des County in das NRHP eingetragen.

Vier Bauwerke und historische Bezirke (Historic Districts) im Levy County sind im National Register of Historic Places („Nationales Verzeichnis historischer Orte“; NRHP) eingetragen (Stand 2. Februar 2023), der Cedar Keys Historic and Archaeological District, die Citizens Bank,  das Island Hotel und das Eugene Knotts House.

## Weiterführende Bildungseinrichtungen
- Central Florida Community College in Chiefland

## Orte im Levy County
Orte im Levy County mit Einwohnerzahlen der Volkszählung von 2010:
Cities:
- Cedar Key – 702 Einwohner
- Chiefland – 2.245 Einwohner
- Fanning Springs – 764 Einwohner
- Williston – 2.768 Einwohner

Towns:
- Bronson (County Seat) – 1.113 Einwohner
- Inglis – 1.325 Einwohner
- Otter Creek – 134 Einwohner
- Yankeetown – 502 Einwohner

Census-designated places:
- Andrews – 798 Einwohner
- East Bronson – 1.945 Einwohner
- East Williston – 694 Einwohner
- Manatee Road – 2.244 Einwohner
- Morriston – 164 Einwohner
- Raleigh – 373 Einwohner
- Williston Highlands – 2.275 Einwohner